# SVS Niederösterreich
SVS Niederösterreich (pełna nazwa Sport Vereinigung Schwechat Niederösterreich) – austriacki klub tenisa stołowego z Schwechat w Dolnej Austrii. Powstał w 1998 z Vereinen SV Schwechat i Union Wolkersdorf. Często nazywany tylko Niederösterreich. Klub jest sponsorowany przez niemiecką firmę tenis stołowego Donic.

## Zawodnicy
1. Werner Schlager
2. Chen Weixing
3. Daniel Habesohn
4. Yoon Jae-young
5. Michael Pichler